# Pretkovec
Pretkovec falu Horvátországban Krapina-Zagorje megyében. Közigazgatásilag Krapina községhez tartozik.

## Fekvése
Krapina központjától 3 km-re délnyugatra, az A2-es autópálya közelében fekszik.

## Története
A falunak 1880-ban 26, 1910-ben 57 lakosa volt. Trianonig Varasd vármegye Krapinai járásához tartozott. 2001-ben a falunak 62 lakosa volt.

## Külső hivatkozások
Krapina város hivatalos oldala